# 嶺南之風

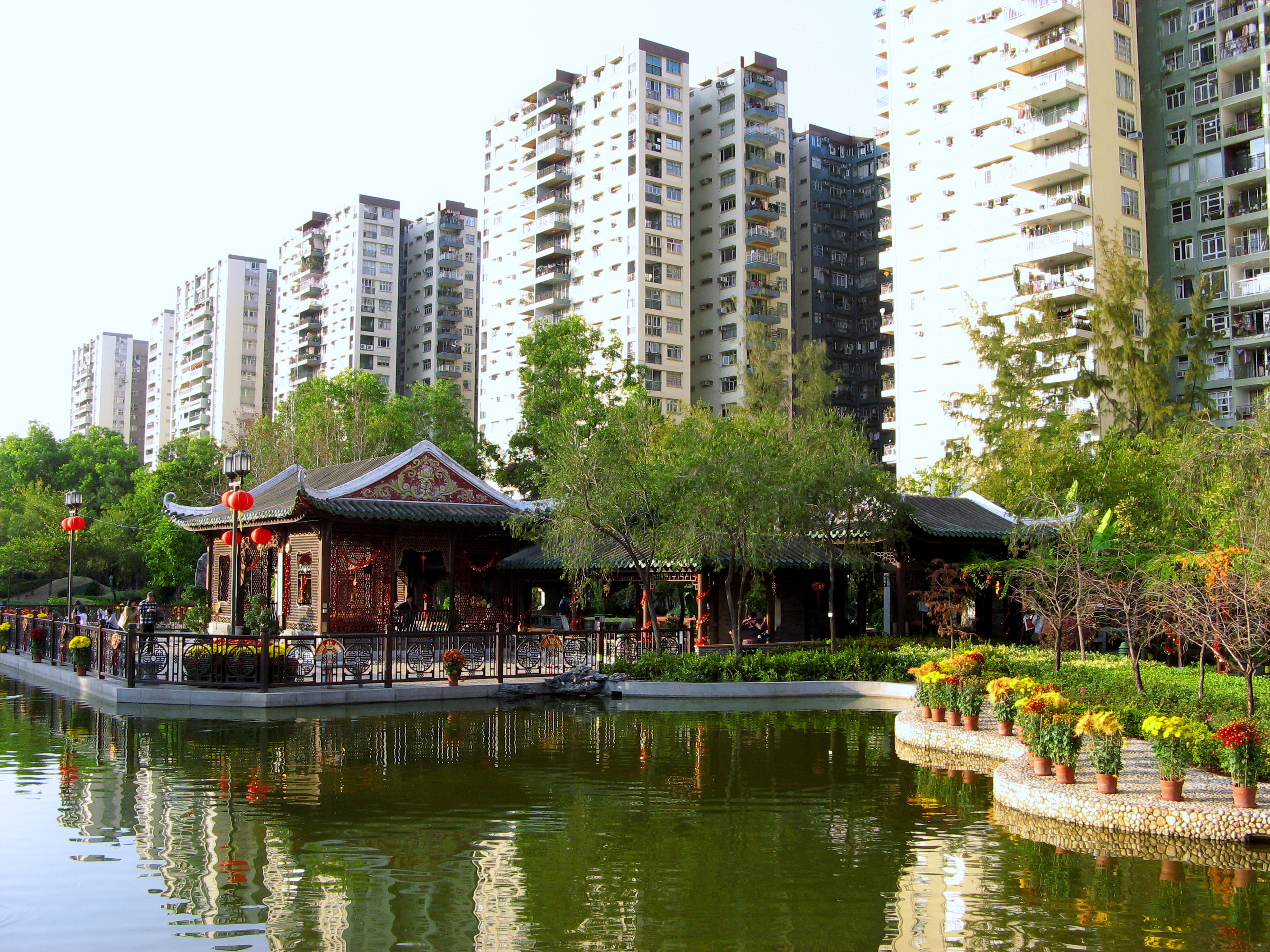
「嶺南之風」十景之一「月起薰來」，背景為美孚新邨。

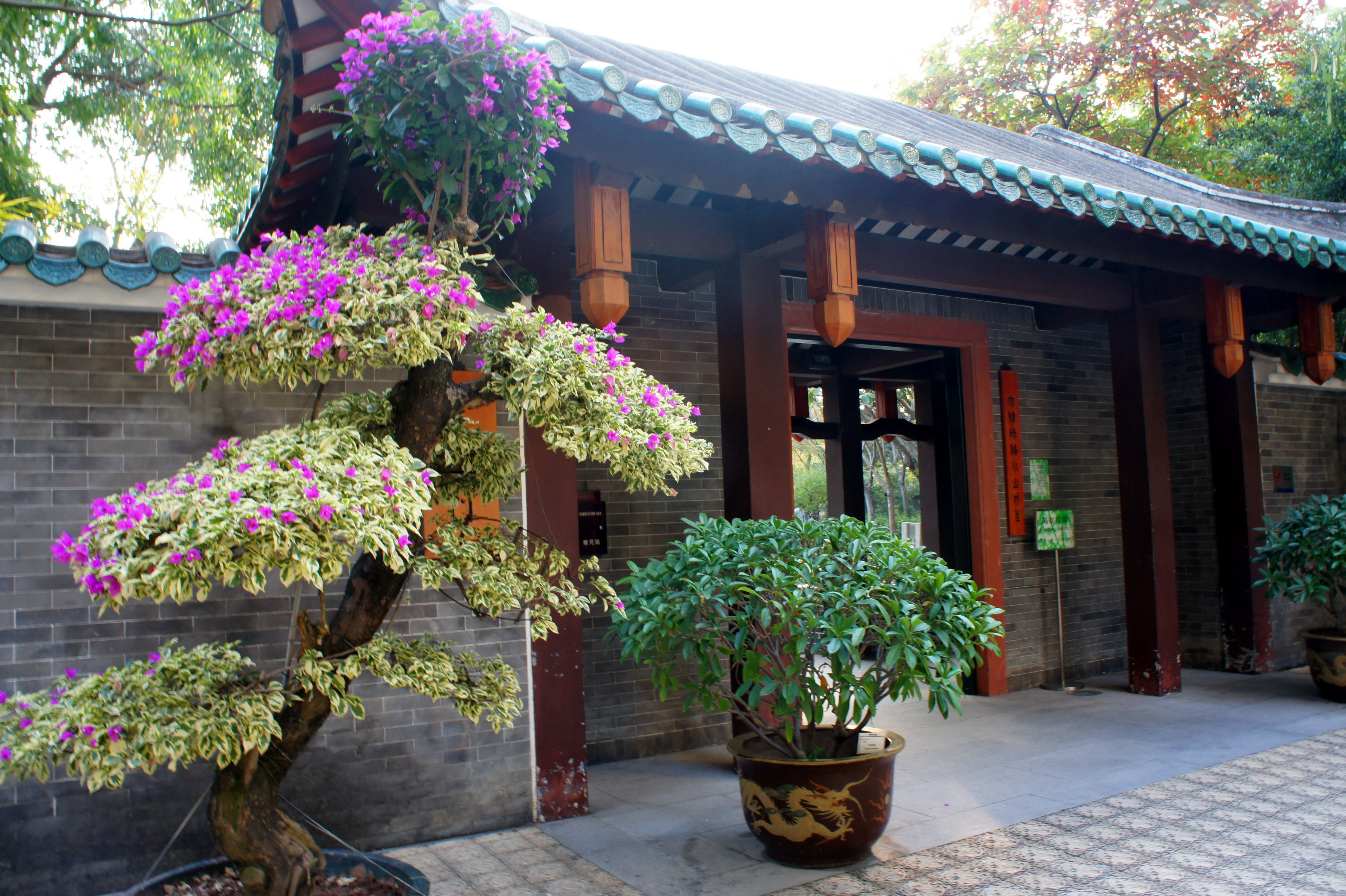
「嶺南之風」十景之一「北門茵綠」。

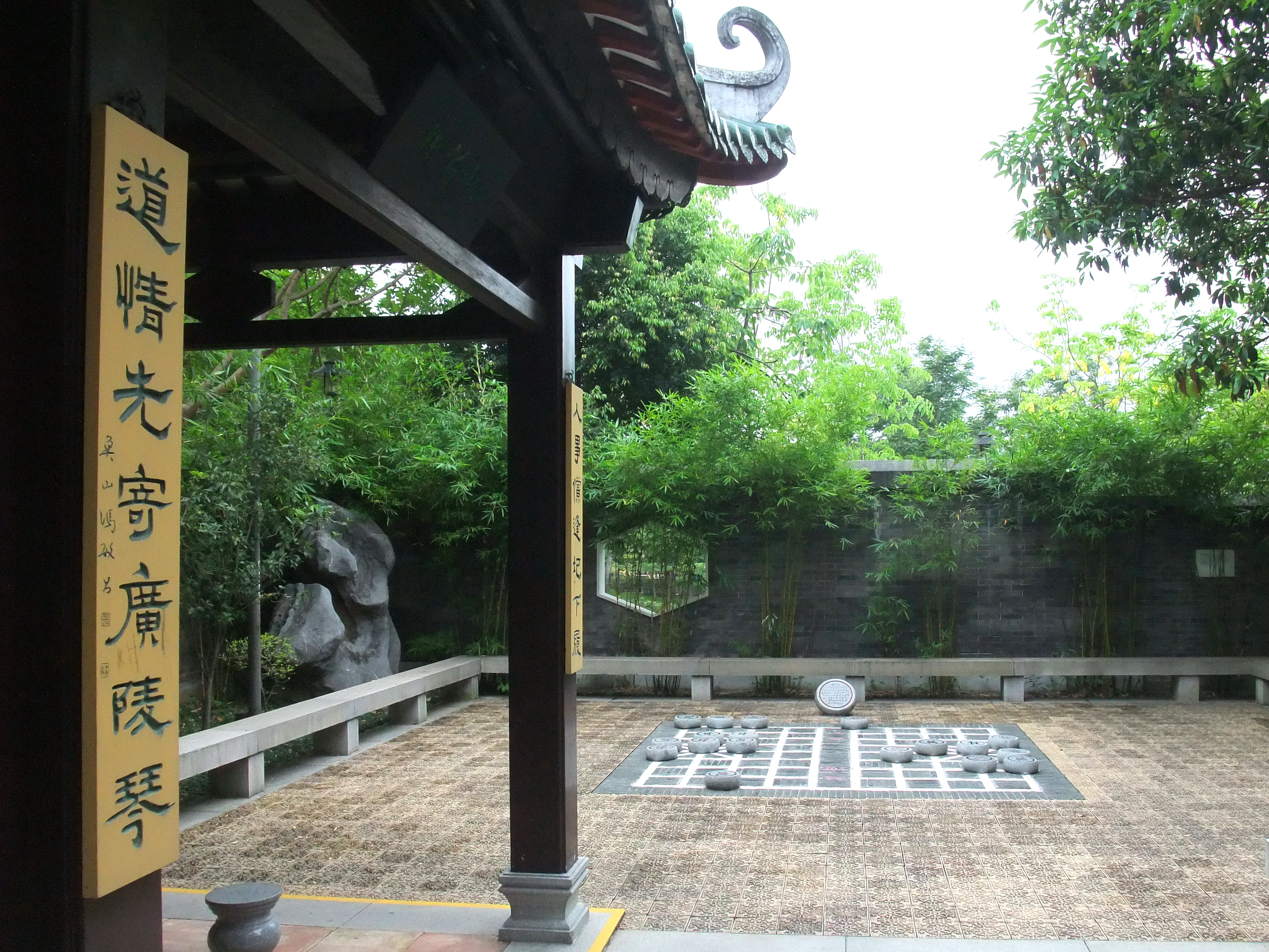
「嶺南之風」十景之一「奕亭殘局」。

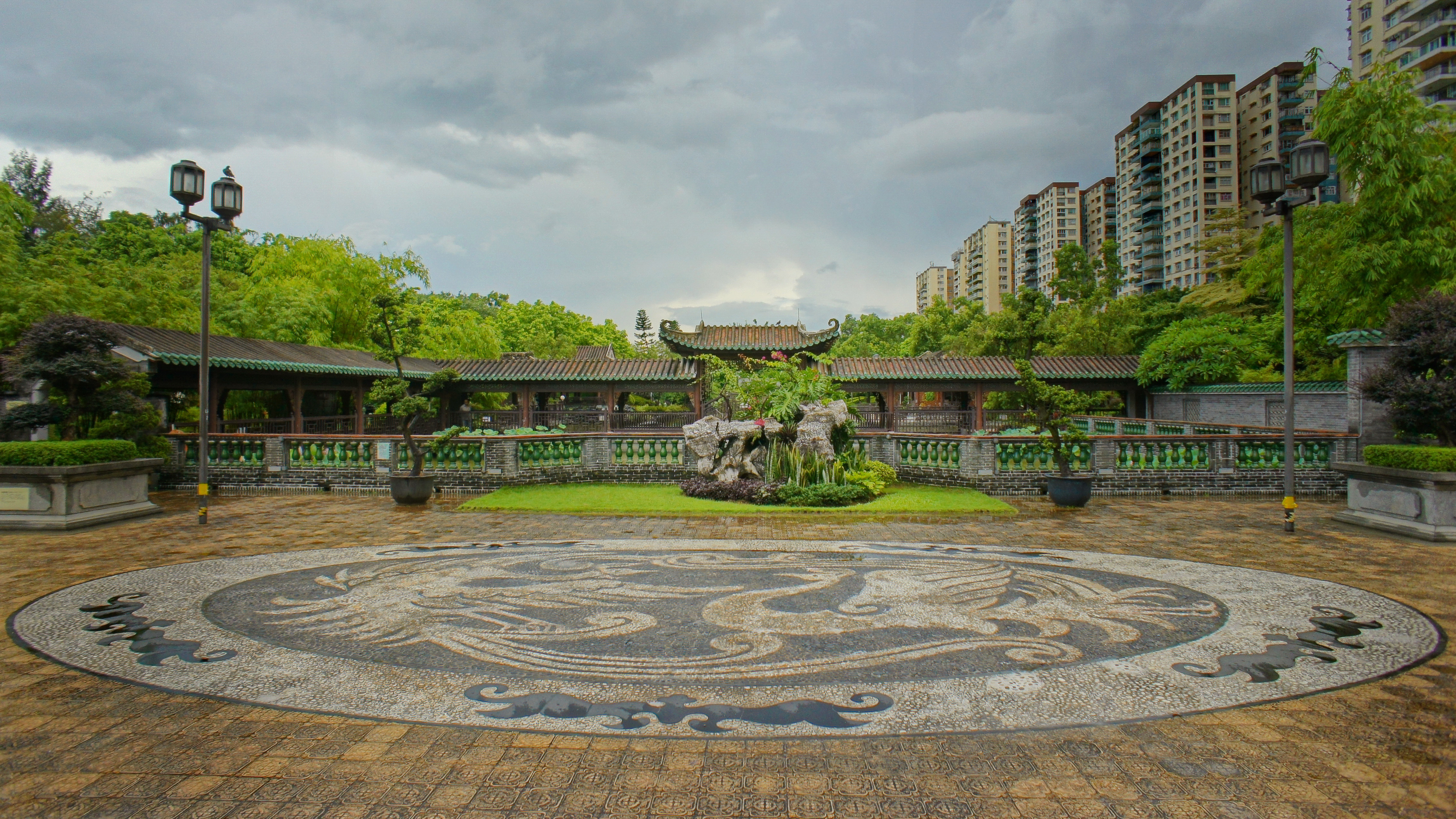
「嶺南之風」十景之一「有鳳來儀」。

嶺南之風（英語：Lingnan Garden），位於香港九龍美孚美孚新邨以南的荔枝角公園的其中一部分，位於公園的第三期。於2000年11月11日正式開放給市民遊覽，佔地12,500平方米。
由於本區位於九龍美孚填海區，而荔枝又是嶺南名果，故興建一個傳統嶺南風貌為主題的中式公園，分成10景區，包括「有鳳來儀」、「群星邀月」、「橋廊畫舫」、「月起薰來」、「觀雲逐月」、「奕亭殘局」、「溪流影月」、「北門茵綠」、「健康去屣」及「泰然自若」。
園內建築物皆環繞著中央水池向外伸延，以院落迴廊為布局。其建築藝術也是採用嶺南風格，如陶塑、瓦作、灰塑、石雕和木砌等，而假山石則以英德太湖石為主。此外園內多置有對聯，以明、清、民國至今的粵人作品為主，包括梁啟超、康有為、李文田、葉劍英、黎簡、劉華東、高劍父和陳璞等。

## 開放時間
於每天上午7時至下午11時免費開放。

## 軼事
香港無線電視古裝劇集多在此取景拍攝，如《宮心計》。

## 園緒
南粵名園，有東莞可園、佛山梁園、廣州蘭圃、順德清暉園、番禺餘蔭山房、澳門盧廉若華園等。諸園皆具嶺南地區之風格。緣此地之氣候、人文、地理與中原冋（迥）異。故其園林，咸與皇家園林，江南園林諸派不同。
嶺南地形複雜，昔日對中原頗隔絕，南傳之典章制度和建築工藝，常有“隨宜加減”之現象。又嶺南地區具季候風，冬無嚴寒，雨量充足，林茂果豐，故建築飾物常以果品為像。嶺南建築始於秦漢，歷唐宋，臻熟於明清，又西方文化流入，故帶有西方影響，嶺南地區風格日益顯著，遂云「源同昆侖海，流異嶺南風。」
園沿以院落回（迴）廊為布局。園中有水，水之西北有小丘，全園面積約一萬二千五百平方米。園之建築隨意，如可園之「隨意偶成築」。池水面積約佔全園面積百分之二十，堪保留昔日未填海時之特色，餘蔭山房有旨聯「餘地三弓紅雨足，蔭天一角綠雲深」。本園建築皆多置於園角，且以廊廡串連，以無礙園林之空間，也能擋雨遮陽。本園建築工藝，也采（採）自嶺南，猶以陶塑、瓦作、灰塑、石雕、木作等。假山石以英德大（太）湖石為主。綠化配置，散置和群植，觀念如清暉園。對聯皆以明清，民國迄今之粵人，如梁啟超、康有為、黎簡等書法家。
昔日園林多是私家園林，冀能「主人不出門，可覽天下景。」今日，本園雖以古園林手法，來建公家園林。比（毗）鄰之美孚新村居民可瀏覽、游玩、晨運、練嗓、拳技，可說是「美孚剛出門，盡享園林美」。一咲（笑）焉。
公元二千年六月
謝順佳撰　劉國錢書

## 嶺南之風十景
有鳳來儀
進東門，過偏廰，豁然開朗，便到此景區。
沿著軸線，峰石橫躺，峰石來自廣東英德。方池中有龜石雕，同類石雕可見於佛山祖廟，景野止於橋廊，半池半水，陰陽交泰，是園林造景常用之手法。
「來儀」表示有尊貴要人來臨。
群星邀月
本區東有啟超亭，中庭有小峰石多枚，各具其態，有蹲、立、坐、行、走、臥、躺等。月光照下，若群星邀月，故名。區內有漏窗多處，用意泄景，避免過於侷促。三面有廊相連，若天雨綿綿，可於廊中賞雨。此景區是靜態空間。庭中有六角亭，供賞月賞雨，吟詩等活動。
健康去屣
江南園林多以卵石砌成小徑，穿布鞋者步過卵石徑，能使足腳血液運暢，今運動者須去常鞋，穿上輕薄布鞋，來回石徑多次，賞花聽鳥應是賞心樂事。
月起薰來
本景區之軸線南北走向，隔池與對岸之亞字亭遙望，此南北軸線與有鳳來儀之東西軸線相接於池上，也是園之中心點，這使整個空間有結構性之緊湊，古人云：「大園難於緊湊，小園難於寬綽」以軸線來緊湊整個園的空間，這是大園常用之手法。水榭仿自佛山梁園，榭內三面玲瓏幕罩。再住西走便是較為空曠之小徑和堆山，月夜之時，從前坪可賞水月交溶之景色。本景是全園之敘景高峰。
北門茵綠
美孚門即北門，從港鐵美孚站，市民可從此入園。入園後分東徑和西徑，西徑達園北，景物散落，自然綠化為主，從此景區可欣賞蔚藍天空，晚上星辰滿空，是香港市區內難見之景象。落日時天空頻色瞬息萬變，這是日夜欣賞天空的地方。此處綠茵曲徑，油油翠色，景色平聚，入園者可視為開場白，離園者可視為園林樂章之終。
觀雲逐月
園西有「有為臺」，紀念康有為先生，康有為和梁啟超是「中西合壁」觀念之先驅者。臺下以英德石砌成雲狀，後山登臺仰空，積雲藍天，晚則星辰滿天，月踨難覓，深感天地悠悠，人如滄粟，進者逐，退者觀，各具其要，於此可體會焉。
奕亭殘局
園之西南有秘譜亭，我國名棋書是橘中秘和梅花譜，故名。亭西有殘局，讓棋手思量。亭聯「至樂莫過讀書，至要莫如教子；寡智乃能習靜，寡營乃可養生。」也堪遊園者思量。
泰然自若
與水榭遙便是亞字亭，亭前水池，清鑑可人。
亞字亭做形嬌俏，和風四面，於此亭小坐，頗有泰然自若之感，故名。又池中有龜島鶴島，此靈物亦泰然自若。
溪流影月
園南有石溪長約五十米，高差約二天，歷數石灘而至大地，水聲淙淙，月影朦朧，也是賞月的好去處。
橋廊畫舫
橋廊造型，仿自餘蔭山房之「浣紅跨綠」，橋廊左右開敝，分開了動和靜二類空間。船舫狹約，繞園逾半後始抵此處，頗有避世之怠。舫內有羅叔重所書之詩。羅叔重擅音律，演藝，文學修養精湛。詩謂「十里桃花五里橋，樓臺夜夜可嶙宵；蒼茫楚澤春將老，鳴咽秦淮水未消。豈與尋常論落拓，更無顏色不蕭條；幾曾得東風笑，流涕三更玉管蕭。」於橋廊軸線之南，從水榭南望，船舫和橋廊成犄角之勢。

## 外部連結
- 康樂及文化事務署荔枝角公園專題